# Oskar Huth
Pour les articles homonymes, voir Huth.
Oskar Huth (né le 26 février 1918 à Berlin, mort le 21 août 1991 dans la même ville) est un facteur de pianos, copiste, faussaire et résistant allemand au nazisme. Il permit à de nombreuses personnes cachées de survivre grâce aux tickets de rationnement du beurre qu'il produisit lui-même à Berlin-Wilmersdorf, mais aussi grâce à de faux papiers.

## Biographie
Après l'abitur, Huth étudie la peinture ainsi que les techniques de l'estampe, la taille d'épargne, la taille-douce à Berlin de 1936 à 1939. Lorsqu'il reçoit l'ordre de s'enrôler après le début de la guerre en 1939, il est exempté du service pendant un an par le biais d'un prétexte imitant des troubles moteurs.
Après que de plus en plus de ses amis juifs sont arrêtés et envoyés vers des camps de concentration, il décide d'entrer dans la clandestinité en 1941. En mars 1942, Huth se procure une presse à main et la conduit avec une charrette à bras de Kreuzberg à Wilmersdorf jusqu'au Dillenburger Straße 58f, où il s'installe dans le sous-sol de la maison. Sa couverture est celle d'un illustrateur scientifique. À ce titre, il avait travaillé à l'Institut botanique de la Königin-Luise-Straße avant la clandestinité. Au cours des années suivantes, il falsifie des tampons de voyage, des passeports militaires et d'autres documents, notamment pour le renvoi de la Wehrmacht du peintre Heinz Trökes. Huth permet ainsi à près de soixante personnes, pour la plupart des Juifs cachés à Berlin, de survivre, comme la juive Ilse Lewin et après l'échec du complot du 20 juillet 1944, les deux frères Ludwig et Kunrat von Hammerstein-Equord. Leurs documents font partie du Mémorial de la Résistance allemande.
Dans les années 1950 et 1960 à Berlin-Ouest, Huth est une personnalité originale, narrateur et pianiste dans plusieurs bars d'artistes de Kreuzberg et de Wilmersdorf, où il fait la connaissance d'écrivains, de réalisateurs et d'acteurs.
Oskar Huth décède le 21 août 1991 à Berlin à l'âge de 73 ans. Sa tombe se trouve au cimetière de Jérusalem et de la nouvelle église (division I) à Berlin-Kreuzberg. Le monument funéraire, une stèle étroite avec des ornements botaniques, est créé par le sculpteur Günter Anlauf.

## Commémorations
L'écrivain Peter O. Chotjewitz dépeint Huth dans son histoire Ein Mann namens Nagel. Dans son roman Les Années de chien, Günter Grass crée un personnage basé sur Huth nommé Hütchen, facteur de pianos et faussaire professionnel. Robert Wolfgang Schnell crée un personnage nommé Bubi Paffrath basé sur Huth dans son roman Geisterbahn. Günter Bruno Fuchs, Rolf Haufs, Reinhard Lettau et Matthias Koeppel se sont inspirés de la personne de Huth dans plusieurs poèmes. Hans Magnus Enzensberger mentionne Huth dans sa biographie Hammerstein ou L'Intransigeance. Dans son roman Mein Jahr als Mörder, Friedrich Christian Delius parle de Huth et de sa propre incapacité à lui parler lorsque l'occasion se présente.
Par décision du Sénat de Berlin, la tombe d'Oskar Huth est consacrée depuis 1994 comme tombe honorifique du Land de Berlin. La dédicace est prolongée en 2016 pour la durée habituelle de vingt ans.
Huth est mentionné au Mémorial des héros silencieux, mémorial à Berlin pour la résistance contre la persécution des Juifs de 1933 à 1945.